# Anthony Perkins

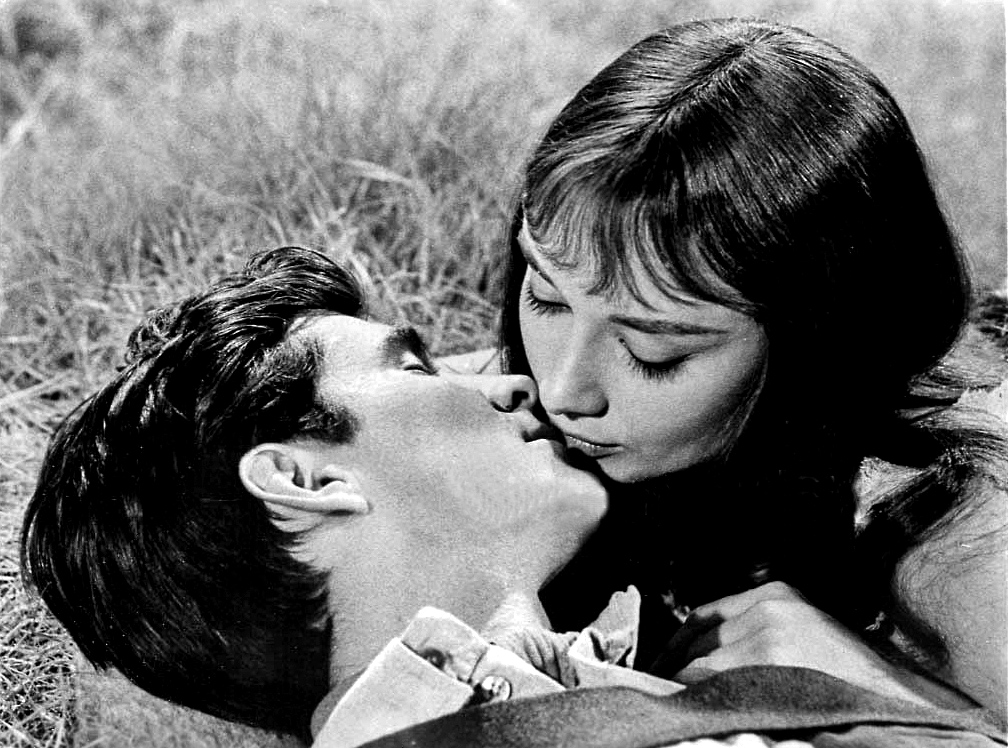
Anthony Perkins và Audrey Hepburn trong phim Green Mansions (1959)

Anthony Perkins (ngày 4 tháng 4 năm 1932 – ngày 12 tháng 9 năm 1992) là một nam diễn viên điện ảnh và ca sĩ người Mỹ. Anthony Perkins còn được biết đến với biệt danh là Tony Perkins
Anthony được đề cử cho Giải Oscar cho nam diễn viên phụ xuất sắc nhất nhờ vào vai diễn trong phim thứ hai của ông trong phim Friendly Persuasion, nhưng được biết đến nhiều nhất với vai diễn Norman Bates trong bộ phim Psycho của đạo diễn Alfred Hitchcock và ba phần tiếp theo của bộ phim,
Những phim khác của ông bao gồm The Trial, Fear Strike Out, Tall Story, The Matchmaker, Pretty Poison, North Sea Hijack, Five Miles to Midnight, The Black Hole, Murder on the Orient Express và Mahogany

## Thời niên thiếu
Perkins được sinh ra ở Thành phố New York, con trai của diễn viên kịch và phim Osgood Perkins and và vợ ông ấy, Janet Esselstyn (nhũ danh Rane). Ông cố bên nội của Anthony là một người điêu khắc gỗ Andrew Varick Stout Anthony. Do cha ông thường đi lưu diễn với gánh hát nên thường không gần gũi với Anthony, vì thế ông rất gắn bó với mẹ của mình, ông rất ghen tị với cha của mình mỗi khi cha ở nhà nên ông thường ước mong rằng cha mình sẽ chết. Và khi lên năm thì cha Anthony mất vì đau tim. Vì như thế ông thường cảm thấy rất tội lỗi mỗi khi nhắc đến cha của ông. Anthony cũng là hậu duệ của một hành khách trên con tàu Mayflower, John Howland. Ông theo học tại trường The Brooks School, The Browne & Nichols School, Columbia University và Rollins College, và chuyển tới Boston vào năm 1942.

## Sự nghiệp
Vai diễn đầu tiên của Anthony là trong bộ phim The Actress (1953). Ông giành được giải Quả Cầu Vàng cho Diễn viên mới của năm - hạng mục Nam diễn viên và một giải đề cử cho giải Oscar trong bộ phim thứ hai của ông, Friendly Persuasion (1956). Nhờ vào chiều cao (6'2", 188 cm) Anthony được đóng vai thành viên cũ của đội bóng chày Boston Red Sox cầu thủ bóng chày Jimmy Piersall vào năm 1957 qua bộ phim Fear Strikes Out.
Tiếp theo, ông ra mắt 3 album âm nhạc Pop vào năm 1957 và năm 1958 trên Epic và RCA thông qua nghệ danh "Tony Perkins". Đĩa đơn của Anthony "Moon-Light Swim" đã trở thành hit tại Mỹ, xếp hạng #24 trên Billboard Hot 100 vào năm 1957. Ông tiếp tục tham gia đóng phim với Shirley Booth và Shirley MacLaine trong bộ phim The Matchmaker (1958).
Là một thành viên của The Actors Studio, nên Anthony cũng tham gia diễn kịch. Vào năm 1958, ông được đề cử cho giải Tony Award trong hạng mục Diễn viên xuất sắc nhất trong vở diễn cho diễn xuất của ông trong vở Look Homeward, Angel trên sân khấu Broadway. Trong thời gian này ông cũng tham gia diễn xuất trong 2 bộ phim Desire Under the Elms (1958) với Sophia Loren, và trong bộ phim hài hước - lãng mạn Tall Story (1960) với Jane Fonda.
Perkins sau đó tham gia diễn xuất với vai Norman Bates trong bộ phim Psycho (1960) của đạo diễn Alfred Hitchcock. Bộ phim được phê bình xuất sắc và được quảng bá thành công về mặt thương mại, nó đã là một bước đệm cho ông nổi tiếng sang tầm quốc tế với diễn xuất của ông là một kẻ chủ nhà trọ Bates tâm thần. Diễn xuất của ông đã khiến ông giành được giải Nam diễn viên xuất sắc nhất của Ủy ban Quốc gia về Phê bình Điện ảnh. Năm 1961, Perkins được giới phê bình hoan nghênh cho diễn xuất của ông trong bộ phim Goodbye Again, với Ingrid Bergman, diễn xuất này cũng đã khiến ông giành được giải Best Actor Award tại Liên hoan phim Cannes vào năm 1961. Vào năm 1964 ông tham gia diễn xuất trong bộ phim Une ravissante idiote, với minh tinh người Pháp Brigitte Bardot.
Sau đó sự nghiệp của ông bắt đầu thăng hoa ở châu Âu, bao gồm vai diễn Joseph K. trong bộ phim dựa trên tiểu thuyết của nhà văn Franz Kafka được đạo diễn bởi Orson Welles The Trial vào năm 1962. Sau khi trở về Mỹ, ông tham gia diễn xuất với vai diễn là một kẻ giết người với tâm trạng hỗn độn trong Pretty Poison (1968) và Tuesday Weld. Ông còn tham gia diễn xuất với vai Chaplain Tappman in Catch-22 (1970).
Đồng sáng tác với Perkins, nhạc sĩ và nhà soạn nhạc Stephen Sondheim, đã viết kịch bản cho bộ phim The Last of Sheila vào năm 1973, sau đó họ nhân được Giải thưởng Edgar từ Biên kịch cho thể loại phim ly kì của Mỹ cho Kịch bản xuất sắc nhất
Năm 1972, ông xuất hiện trong The Life and Times of Judge Roy Bean, và cũng là một trong những ngôi sao xuất hiện trong bộ phim nổi tiếng trong năm 1974 Murder on the Orient Express. Năm 1974, Perkins diễn xuất với vai chính trong bộ phim tình cảm Lovin' Molly cùng với Blythe Danner, Beau Bridges, và Susan Sarandon. Perkins cũng là người dẫn chương trình cho Saturday Night Live vào năm 1976 và xuất hiện trong bộ phim khoa học viễn tưởng của Walt Disney The Black Hole vào năm 1979.
Vai diễn trên sân khấu Broadway của ông bao gồm kich thể loại hài hước của Neil Simon vào năm 1967 The Star-Spangled Girl, nhạc kịch của Frank Loesser Greenwillow (1960), do đó ông được đề cử thêm một giải Giải thưởng Tony for Nam diễn viên xuất sắc nhất trong Nhạc kịch và vở kịch của Bernard Slade vào năm 1979 Romantic Comedy, diễn xuất với Mia Farrow.
Perkins đã diễn lại vai Norman Bates trong ba phần tiếp theo của Psycho. Thứ nhất là Psycho II (1983), là một xuất sắc cho doanh thu phòng vé sau khi bản chính được trình chiếu 20 năm về trước. Sau đó ông tham gia diễn và đồng đạo diễn cho Psycho III (được đề cử cho Giải thưởng Sao Thổ cho Diễn viên xuất sắc) vào năm 1986, nhưng ông lại từ chối diễn lại vai Norman Bates cho bản phim truyền hình thất bại Bates Motel. Sau đó ông lại diễn vai Norman Bates một lần nữa cho phim chiếu trên truyền hình Psycho IV: The Beginning vào năm 1990, qua đó ông có nhiều chỉ đạo sáng tạo, mặc dù ông từ chối lời đề nghị làm đạo diễn. Ông còn đạo diễn cho bộ phim hài - kinh dị vào năm 1988 là Lucky Stiff.
Perkins có một ngôi sao trên Đại lộ Danh vọng Hollywood, như là một vinh dự cho sự đóng góp có ảnh hưởng và đặc biệt của mình cho ngành công nghiệp điện ảnh. Nó được đặt tại 6801 Hollywood Boulevard ở Los Angeles.
Vào năm 1991, Perkins được vinh dự nhận được Giải thành tựu trọn đời Donostia tại Liên hoan Phim Quốc tế San Sebastián
Mặc dù đang đấu tranh với bệnh AIDS, ông vẫn xuất hiện trong 8 tập phim truyền hình từ năm 1990 đến năm 1992, bao gồm Daughter of Darkness (1990) với Mia Sara và The Naked Target (1992) với Roddy McDowall. Ông xuất hiện lần cuối cùng qua bộ phim In Deep Woods (1992) với Rosanna Arquette.
Perkins đồng ý là người lồng tiếng cho nhân vật nha sĩ Dr. Wolfe, cho bộ phim hoạt hình đình đám The Simpsons trong tập "Last Exit to Springfield" sau khi Anthony Hopkins và Clint Eastwood đều từ chối, nhưng ông đã mất trước khi tham gia buổi ghi hình. Người lồng tiếng của nhân vật này sau đó được giao cho Hank Azaria.
Perkins sau đó được thể hiện bởi nam diễn viên người Anh James D'Arcy trong bộ phim tiểu sử Hitchcock vào năm 2012, trong đó có sự diễn xuất của Anthony Hopkins với vai Alfred Hitchcock và Helen Mirren với vai vợ của vị đạo diễn lừng danh này, Alma Reville.

## Đời sống cá nhân
Vào ngày 9 tháng 8 năm 1973, Perkins kết hôn với nhiếp ảnh gia Berinthia "Berry" Berenson. Sau đó họ có hai con: diễn viên Oz Perkins (sinh ngày 2 tháng 2 năm 1974), và nhạc sĩ Elvis Perkins (sinh ngày 9 tháng 2 năm 1976).

Perkins là một người rất nhút nhát, đặc biệt đối với phụ nữ. Dựa vào tiểu sử trái phép của Charles Winecoff, ông đã hẹn hò với Christopher Makos, diễn viên Tab Hunter, vũ công Rudolf Nureyev, nhà soạn nhạc/người viết lời Stephen Sondheim, diễn viên Nick Adams, và biên đạo múa Grover Dale trước khi kết hôn với Berenson. Ông đã có một trải nghiệm đầu tiên về tình dục dị tính ở tuổi 39 khi đang trong quá trình quay phim The Life and Times of Judge Roy Bean vào năm 1972 với một nữ diễn viên cũng diễn xuất trong đó. Ông từ chối tiết lộ danh tính của nữ diễn viên, nhưng "các nguồn thông tin khác" đã nhận diện là nữ diễn viên Victoria Principal. Principal sau này cũng thừa nhận trong một bài báo nói về Perkins trên tạp chí People . Khi được chẩn đoán bị mắc bệnh HIV, ông đã không công khai với báo chí, chỉ sau khi ông mất, vợ ông mới tiết lộ rằng
“ Anh ấy đơn giản không muốn mọi người biết về điều này, nếu mọi người biết được sự thật, anh ấy sẽ không bao giờ được làm việc nữa. ”

## Cái chết
Ông được chẩn đoán mắc bệnh HIV khi đang trong quá trình quay Psycho III, Anthony Perkins mất tại nhà riêng ở Los Angeles vào ngày 12 tháng 9 năm 1992, do viêm phổi Pneumosystis từ bệnh AIDS ở tuổi 60

## Các phim đã tham gia
| Năm  | Tên                                  | Vai diễn                                        | Notes                                                                |
| ---- | ------------------------------------ | ----------------------------------------------- | -------------------------------------------------------------------- |
| 1953 | The Actress                          | Fred Whitmarsh                                  |                                                                      |
| 1956 | Friendly Persuasion                  | Josh Birdwell                                   | Đề cử – Giải Oscar cho nam diễn viên phụ xuất sắc nhất               |
| 1957 | Fear Strikes Out                     | Jim Piersall                                    |                                                                      |
| 1957 | The Lonely Man                       | Riley Wade                                      |                                                                      |
| 1957 | The Tin Star                         | Sheriff Ben Owens                               |                                                                      |
| 1958 | This Angry Age                       | Joseph Dufresne                                 |                                                                      |
| 1958 | Desire Under the Elms                | Eben Cabot                                      |                                                                      |
| 1958 | The Matchmaker                       | Cornelius Hackl                                 |                                                                      |
| 1959 | Green Mansions                       | Abel                                            |                                                                      |
| 1959 | On the Beach                         | Lt. Peter Holmes – Royal Australian Navy        |                                                                      |
| 1960 | Tall Story                           | Ray Blent                                       |                                                                      |
| 1960 | Psycho                               | Norman Bates                                    | Giải Ủy ban Quốc gia về Phê bình Điện ảnh cho Nam diễn viên xuất sắc |
| 1961 | Goodbye Again                        | Philip Van der Besh                             | Giải Liên hoan phim Cannes cho Nam diễn viên xuất sắc                |
| 1962 | Phaedra                              | Alexis                                          |                                                                      |
| 1962 | Five Miles to Midnight               | Robert Macklin                                  | Tựa Pháp: Le couteau dans la plaie                                   |
| 1962 | The Trial                            | Josef K                                         |                                                                      |
| 1963 | Le glaive et la balance              | Needa                                           | Tựa tiếng Anh: The Sword and the Balance                             |
| 1964 | Une ravissante idiote                | Harry Compton/Nicholas Maukouline               | Tựa tiếng Anh: The Ravishing Idiot                                   |
| 1965 | The Fool Killer                      | Milo Bogardus                                   |                                                                      |
| 1966 | Is Paris Burning?                    | Sgt. Warren                                     | Tựa Pháp: Paris brûle-t-il?                                          |
| 1966 | Evening Primrose                     | Charles Snell                                   | Phim truyền hình                                                     |
| 1967 | The Champagne Murders                | Paul Wagner                                     |                                                                      |
| 1968 | Pretty Poison                        | Dennis Pitt                                     |                                                                      |
| 1970 | Catch-22                             | Chaplain Capt. A.T. Tappman                     |                                                                      |
| 1970 | WUSA                                 | Rainey                                          |                                                                      |
| 1970 | How Awful About Allan                | Allan                                           | Phim truyền hình                                                     |
| 1971 | Someone Behind the Door              | Laurence Jeffries                               | Tựa pháp: Quelqu'un derrière la porte                                |
| 1971 | Ten Days' Wonder                     | Charles Van Horn – le fils déséquilibré de Théo |                                                                      |
| 1972 | Play It as It Lays                   | B.Z.                                            |                                                                      |
| 1972 | The Life and Times of Judge Roy Bean | Reverend LaSalle                                |                                                                      |
| 1974 | Lovin' Molly                         | Gid                                             |                                                                      |
| 1974 | Murder on the Orient Express         | Hector McQueen                                  |                                                                      |
| 1975 | Mahogany                             | Sean                                            |                                                                      |
| 1978 | Remember My Name                     | Neil Curry                                      |                                                                      |
| 1978 | First, You Cry                       | Arthur Heroz                                    | Phim truyền hình                                                     |
| 1978 | Les Misérables                       | Javert                                          | Phim truyền hình                                                     |
| 1979 | Winter Kills                         | John Cerruti                                    |                                                                      |
| 1979 | nl                                   | Alfred                                          |                                                                      |
| 1979 | The Black Hole                       | Dr. Alex Durant                                 |                                                                      |
| 1980 | Deadly Companion                     | Lawrence Miles                                  |                                                                      |
| 1980 | North Sea Hijack                     | Kramer                                          |                                                                      |
| 1983 | For the Term of His Natural Life     | Rev James North                                 | Phim truyền hình                                                     |
| 1983 | The Sins of Dorian Gray              | Henry Lord                                      | Phim truyền hình                                                     |
| 1983 | Psycho II                            | Norman Bates                                    |                                                                      |
| 1984 | The Glory Boys                       | Jimmy                                           | Phim truyền hình                                                     |
| 1984 | Crimes of Passion                    | Rev. Peter Shayne                               |                                                                      |
| 1986 | Psycho III                           | Norman Bates                                    | Đồng đạo diễn Đề cử – Giải thưởng sao Thổ cho nam diễn viên xuất sắc |
| 1987 | Napoleon and Josephine: A Love Story | Talleyrand                                      | TV mini-sêri                                                         |
| 1988 | Destroyer                            | Robert Edwards                                  |                                                                      |
| 1989 | Edge of Sanity                       | Dr. Henry Jekyll / Jack 'The Ripper' Hyde       |                                                                      |
| 1990 | Daughter of Darkness                 | Anton/Prince Constantine                        | Phim truyền hình                                                     |
| 1990 | I'm Dangerous Tonight                | Prof. Buchanan                                  | Phim truyền hình                                                     |
| 1990 | Psycho IV: The Beginning             | Norman Bates                                    | Phim truyền hình                                                     |
| 1991 | fr                                   | Arthur Johnson                                  | dựa trên tiểu thuyết A Demon in My View                              |
| 1992 | The Naked Target                     | El mecano                                       | Tựa Tây Ban Nha: Los gusanos no llevan bufanda                       |
| 1992 | In the Deep Woods                    | Paul Miller, P.I.                               | Phim truyền hình                                                     |